# Caisse des dépôts et consignations
La Caisse des dépôts et consignations (CDC), spesso semplicemente chiamata solo Caisse des dépôts (Cassa dei depositi), è un istituto finanziario pubblico francese creato nel 1816.
Agendo sotto il controllo diretto di una commissione di sorveglianza che rende conto al Parlamento, esercita attività di interesse generale per conto dello Stato e delle collettività territoriali, oltre che a delle attività in regime di concorrenza, in maniera similare alla Cassa Depositi e Prestiti italiana.

## Storia

### LaCaisse d'amortissement

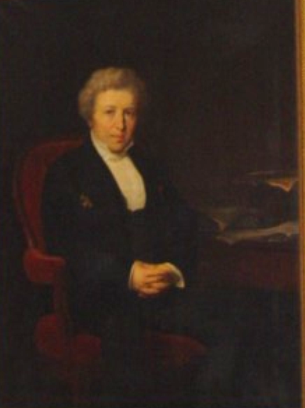
Il conte Jean Bérenger (1767-1850).

Su ispirazione del conte Jean Bérenger nell'anno 1800 fu istituita la Caisse d'amortissement ("Cassa d'ammortamento") con sede in rue de l’Oratoire. Era nello stesso tempo una cassa di garanzia e di deposito. Il suo compito era di garantire il pagamento dei debiti pubblici in sofferenza, di contribuire all'ammortamento del debito pubblico, nonché di concorrere alla fondazione della Banque de France sottoscrivendone azioni per un valore di cinque milioni di franchi, ovvero la metà del capitale.
Bonaparte nominò ben presto Bérenger Direttore generale della Cassa, che la diresse per quasi tutto il Primo Impero. Bérenger era uno degli ispiratori del Consiglio di Stato e della rifondazione della Corte dei conti. 

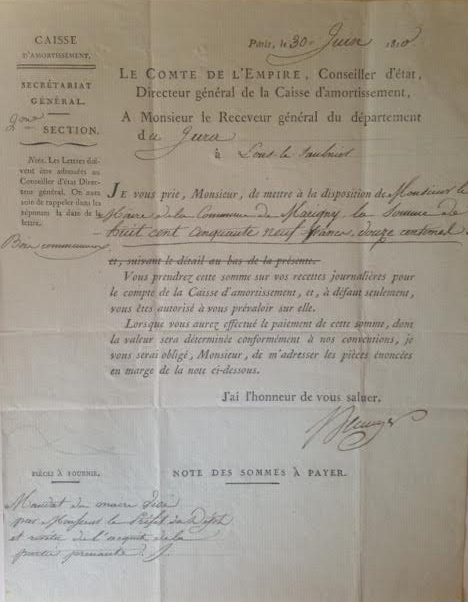
Ordine di pagamento firmato da Bérenger

Bérenger era convinto della necessità di dare solidità al debito pubblico e il mezzo migliore riteneva che fosse quello di assicurare la regolarità dei pagamenti: l'ammortamento regolare, diminuendo ogni anno il debito di una parte, dava garanzia ai creditori che sarebbero stati pagati i loro interessi annuali, nonché il capitale alla scadenza. Questo a condizione che il servizio di ammortamento fosse messo al primo posto fra le cariche pubbliche. L'Imperatore aveva capito l'idea di Bérenger e per questo l'aveva nominato direttore generale.
Tuttavia, il disastro della Campagna di Russia del 1812, della campagna contro la sesta coalizione del 1813 e infine l'invasione di una parte dell'Impero nel 1814, bloccarono definitivamente l'attività della Cassa.
Come cassa d'ammortamento, la Caisse d'amortissement era incaricata di tutte le operazioni relative all'ammortamento del debito pubblico. Come cassa di garanzia, si occupava del pagamento alla presentazione delle obbligazioni sottoscritte dai ricevitori generali che non fossero ste saldate dagli stessi; della contabilità generale delle cauzioni, del loro rimborso nei casi previsti dalla legge e della distribuzione degli interessi relativi. Come cassa di depositi si occupava del servizio delle consegne in tutto l'Impero; del deposito dei prodotti dei residuati bellici; della gestione delle ritenute fatte sul trattamento degli impiegati pubblici per costituire un fondo pensioni; della rivendita e del deposito dei beni comunali, nonché della decima delle entrate fondiarie dei comuni destinata all'esercizio del culto, e della sua destinazione all'istituzione di depositi di mendicità ("alberghi dei poveri"); infine, al deposito dei prodotti e diritti dell'esportazione dei cereali.

### LaCaisse des dépôts et consignations
Le Caisses des dépôts et consignations furono istituite con legge del 28 aprile 1816 per sostituire la Caisse d’amortissement napoleonica.
L'istituzione di una nuova cassa nel 1816 avvenne in un momento di forte debito pubblico della Francia, aggravato dalla vicenda dei Cento Giorni. Era allora Ministro delle Finanze nel gabinetto Richelieu, Luigi Emanuele Corvetto (1756-1821) che ne suggerì la creazione al re Luigi XVIII, al fine di assicurare il finanziamento a breve termine dello Stato, quando questo era costretto a prendere a prestito all'8%. Non fidandosi della Banque de France, ancora legata al ricordo di Napoleone, Luigi XVIII decise così l'istituzione di questa nuova banca, che utilizzava i beni (consignations) e le somme (dépôts) dati in deposito ai notai per acquistare il debito pubblico. La legge del 1816 garantiva inoltre l'indipendenza della cassa rispetto ai cambiamenti di maggioranza parlamentare, disponendo che essa era posta sotto il controllo dell'autorità legislativa. 

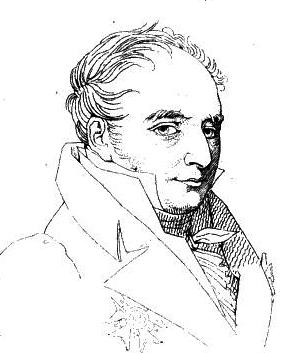
Luigi Emanuele Corvetto

Nel 1818 il banchiere Benjamin Delessert suggerì a Corvetto di ampliare le fonti di finanziamento della Cassa fondando delle casse di risparmio destinante al risparmio dei ceti medi emergenti. La prima cassa di risparmio aprì a Parigi nel 1818. Tuttavia, si dovette attendere il 1837 perché i fondi raccolti sui libretti di risparmio passassero sotto il controllo della Caisse des dépôts.
Dal 1881, anche i fondi raccolti mediante libretti di risparmio postali parteciparono al finanziamento della cassa.
Nel 1822, una volta ristabilito l'equilibrio del bilancio statale, il Ministro delle Finanze Joseph de Villèle iniziò a utilizzare i fondi della Caisse des dépôts per finanziare lo sviluppo industriale, cominciando con l'ammodernamento del porto di Dunkerque. Poi assunse una partecipazione nella Compagnie des quatre canaux, divenuta società anonima nel 1823. Successivamente la Cassa prese il controllo dei primi istituti di carattere assistenziale: la prima cassa di previdenza per la vecchiaia (1850) e la Caisse nationale d'assurances en cas de décès ou d'accidents (1868).
A partire dal 1905 la Caisse des dépôts partecipa al finanziamento della costruzione delle case popolari, attività che rimane tuttora uno degli assi della Cassa. Durante tutto il Novecento la Caisse des dépôts continuò ad essere il braccio finanziario dello Stato. Alla fine degli anni Ottanta la Cassa deteneva partecipazione per più di un miliardo di franchi, in aziende quali la Compagnie du Midi (la futura AXA), l' Air Liquide, la Générale des eaux (diventata Vivendi), BSN (poi Danone), Peugeot, Total (divenuta TotalFinaElf), Lafarge.
Nel 1991 la Corte dei Conti denunciò l'intervento della Cassa nella ricostituzione di gruppi quali la Compagnie des wagons-lits, il Club Méditerranée, Canal+. La Cassa ha tuttavia continuato a finanziare numerosi settori, specialmente quelle che non interessano gli imprenditori privati, come l'economia sociale, il rinnovamento urbano e l'edilizia popolare, la protezione dell'ambiente. Nel 1996 la Cassa partecipò al salvataggio del Crédit foncier de France, tuttavia le sue attività sono tuttora separate.